# Philodromus insulanus
Philodromus insulanus es una especie de araña cangrejo del género Philodromus, familia Philodromidae. Fue descrita científicamente por Kulczynski en 1905.

## Distribución
Esta especie se encuentra en Madeira.